# Ocotea robertsoniae
Ocotea robertsoniae är en lagerväxtart som beskrevs av George Richardson Proctor. Ocotea robertsoniae ingår i släktet Ocotea och familjen lagerväxter. Inga underarter finns listade i Catalogue of Life.